# Divizia D 2001-2002
Sezonul 2001-2002 al Diviziei D de Fotbal a fost cea de-a 60-a ediție a Ligii a IV-a, al patrulea nivel al sistemului de ligi ale fotbalului românesc. Între 1997-2006 a purtat denumirea de Divizia D. Campionii fiecărei asociații județene joacă împotriva uneia dintr-un județ învecinat într-un meci de baraj disputat pe un loc neutru. Câștigătorii meciurilor din play-off au promovat în Divizia C.

## Campionate județene
| - Alba (AB) - Arad (AR) - Argeș (AG) - Bacău (BC) - Bihor (BH) - Bistrița-Năsăud (BN) - Botoșani (BT) - Brașov (BV) - Brăila (BR) - București (B) - Buzău (BZ) | - Caraș-Severin (CS) - Călărași (CL) - Cluj (CJ) - Constanța (CT) - Covasna (CV) - Dâmbovița (DB) - Dolj (DJ) - Galați (GL) - Giurgiu (GR) - Gorj (GJ) - Harghita (HR) | - Hunedoara (HD) - Ialomița (IL) - Iași (IS) - Ilfov (IF) - Maramureș (MM) - Mehedinți (MH) - Mureș (MS) - Neamț (NT) - Olt (OT) - Prahova (PH) | - Satu Mare (SM) - Sălaj (SJ) - Sibiu (SB) - Suceava (SV) - Teleorman (TR) - Timiș (TM) - Tulcea (TL) - Vaslui (VS) - Vâlcea (VL) - Vrancea (VN) |

## Baraj promovare Divizia C
Meciurile s-au jucat pe 8 iunie 2002.
| Echipa 1                             | Scor           | Echipa 2                      |
| ------------------------------------ | -------------- | ----------------------------- |
| Filatura Fălticeni (SV)              | 2–1 d.p.       | (BT) Prodalcom Vorona         |
| Hidroconstrucția Poiana Teiului (NT) | 0–8            | (BC) Letea Bacău              |
| Viitorul Hârlău (IS)                 | 3–2            | (VS) Victoria Muntenii de Jos |
| Șoimii Nisprod Mircești (VN)         | 0–4            | (CV) Perkő Sânzieni           |
| Start Corolla Movila Miresei (BR)    | 0–0 2–4 d.l.d. | (GL) Victoria TC Galați       |
| Turistul Pietroasa Haleș (BZ)        | 4–1            | (IL) Rapid Fetești            |
| CFR Constanța (CT)                   | 3–2 d.p.       | (TL) Dinamo Tulcea            |
| Spic de Grâu București (B)           | 0–0 3–5 d.l.d. | (PH) Metalul Băicoi           |
| Sportul Ciorogârla (IF)              | 3–2            | (CL) Venus Independența       |
| Utchim Găești (DB)                   | 3–6            | (AG) Fulgerul Lerești         |
| Rarora Mateești (VL)                 | 0–3            | (OT) Progresul Caracal        |
| Chimia Craiova (DJ)                  | 1–2 d.p.       | (MH) Real Vânju Mare          |
| Săgeata Brăniștari (GR)              | 0–4            | (TR) Turris Turnu Măgurele    |
| CFR Caransebeș (CS)                  | 0–2            | (GJ) Mecanica Motru           |
| CFR Timișoara (TM)                   | 1–1 4–5 d.l.d. | (HD) Vulcan                   |
| CIL Blaj (AB)                        | 1–1 5–6 d.l.d. | (SB) Textila Cisnădie         |
| Torpedo Zărnești (BV)                | 3–2            | (HR) Minerul Bălan            |
| CF Dej (CJ)                          | 3–2            | (MS) Lacul Ursu Mobila Sovata |
| Foresta Tileagd (BH)                 | 1–2            | (AR) Frontiera Curtici        |
| Minerul Rodna (BN)                   | 0–1            | (MM) Plastunion Satulung      |
| Rapid Jibou (SJ)                     | 0–3            | (SM) Victoria Carei           |

## Clasamentul campionatelor

### Arad
| Loc | Echipa                   | MJ | V  | E | Î  | GM  | GP | DG  | Pct | Calificare sau retrogradare            |
| --- | ------------------------ | -- | -- | - | -- | --- | -- | --- | --- | -------------------------------------- |
| 1   | Frontiera Curtici (C, Q) | 30 | 26 | 1 | 3  | 105 | 17 | +88 | 79  | Qualification to promotion play-off    |
| 2   | Șiriana Șiria            | 30 | 25 | 1 | 4  | 96  | 30 | +66 | 76  |                                        |
| 3   | Comera Arad              | 30 | 20 | 2 | 8  | 78  | 36 | +42 | 62  |                                        |
| 4   | Vulturii Socodor         | 30 | 19 | 2 | 9  | 70  | 43 | +27 | 59  |                                        |
| 5   | Victoria Nădlac          | 30 | 18 | 2 | 10 | 61  | 53 | +8  | 56  |                                        |
| 6   | Romvest Arad             | 30 | 14 | 3 | 13 | 60  | 40 | +20 | 45  |                                        |
| 7   | Înfrățirea Iratoșu       | 30 | 14 | 2 | 14 | 47  | 35 | +12 | 44  |                                        |
| 8   | Universitatea Arad       | 30 | 13 | 4 | 13 | 48  | 46 | +2  | 43  |                                        |
| 9   | Gloria Arad              | 30 | 12 | 4 | 14 | 60  | 68 | −8  | 40  |                                        |
| 10  | Șoimii Lipova            | 30 | 11 | 6 | 13 | 49  | 66 | −17 | 39  |                                        |
| 11  | Șoimii Pâncota           | 30 | 11 | 2 | 17 | 38  | 59 | −21 | 34  |                                        |
| 12  | Tricoul Roșu Arad        | 30 | 10 | 3 | 17 | 49  | 66 | −17 | 33  |                                        |
| 13  | Armonia Ineu             | 30 | 9  | 5 | 16 | 54  | 88 | −34 | 32  |                                        |
| 14  | Crișul Chișineu-Criș     | 30 | 9  | 2 | 19 | 38  | 77 | −39 | 29  | Spared from relegation                 |
| 15  | Progresul Pecica (R)     | 30 | 7  | 5 | 18 | 32  | 68 | −36 | 26  | Relegation to Arad County Championship |
| 16  | Păulișana Păuliș (R)     | 30 | 0  | 0 | 30 | 6   | 99 | −93 | 0   | Relegation to Arad County Championship |

1. ↑  Șoimii Pâncota deducted 1 point.
2. ↑  Crișul Chișineu-Criș was spared from relegation due to the promotion of Frontiera Curtici in Divizia C.
3. ↑  Păulișana Păuliș withdrew during the winter break and lost all remaining matches with 0–3.

### Bihor
| Loc | Echipa                 | MJ | V  | E | Î  | GM  | GP  | DG   | Pct | Calificare sau retrogradare         |
| --- | ---------------------- | -- | -- | - | -- | --- | --- | ---- | --- | ----------------------------------- |
| 1   | Foresta Tileagd (C, Q) | 30 | 25 | 0 | 5  | 91  | 28  | +63  | 75  | Qualification to promotion play-off |
| 2   | Petrom Abram           | 30 | 24 | 2 | 4  | 98  | 22  | +76  | 74  |                                     |
| 3   | Olimpia Salonta        | 30 | 23 | 4 | 3  | 112 | 25  | +87  | 73  |                                     |
| 4   | Minerul Ștei           | 30 | 18 | 7 | 5  | 79  | 26  | +53  | 61  |                                     |
| 5   | Bihorul Beiuș          | 30 | 14 | 3 | 13 | 60  | 44  | +16  | 45  |                                     |
| 6   | Petrolul Suplac        | 30 | 13 | 2 | 15 | 76  | 64  | +12  | 41  |                                     |
| 7   | Unirea Valea lui Mihai | 30 | 12 | 4 | 14 | 45  | 60  | −15  | 40  |                                     |
| 8   | Crișana Tinca          | 30 | 11 | 6 | 13 | 45  | 58  | −13  | 39  |                                     |
| 9   | Bihoreana Marghita     | 30 | 11 | 5 | 14 | 41  | 43  | −2   | 38  |                                     |
| 10  | Arcadia Oradea         | 30 | 11 | 4 | 15 | 56  | 62  | −6   | 37  |                                     |
| 11  | Tricolorul Alparea     | 30 | 10 | 6 | 14 | 44  | 60  | −16  | 36  |                                     |
| 12  | Minerul Vadu Crișului  | 30 | 10 | 3 | 17 | 42  | 73  | −31  | 33  |                                     |
| 13  | Romtrans Oradea        | 30 | 8  | 7 | 15 | 48  | 52  | −4   | 31  |                                     |
| 14  | Biharea Vașcău         | 30 | 9  | 4 | 17 | 43  | 72  | −29  | 31  |                                     |
| 15  | Oțelul Ștei            | 30 | 8  | 4 | 18 | 49  | 43  | +6   | 28  |                                     |
| 16  | Minerul Șuncuiuș       | 30 | 1  | 1 | 28 | 18  | 210 | −192 | 4   |                                     |

### Caraș-Severin
| Loc | Echipa                    | MJ | V  | E | Î  | GM | GP | DG  | Pct | Calificare sau retrogradare                     |
| --- | ------------------------- | -- | -- | - | -- | -- | -- | --- | --- | ----------------------------------------------- |
| 1   | CFR Caransebeș (C, Q)     | 30 | 22 | 5 | 3  | 67 | 16 | +51 | 71  | Qualification to promotion play-off             |
| 2   | Arsenal Reșița            | 30 | 19 | 5 | 6  | 72 | 35 | +37 | 62  |                                                 |
| 3   | Universitatea Reșița      | 30 | 18 | 6 | 6  | 59 | 32 | +27 | 60  |                                                 |
| 4   | Gloria Reșița             | 30 | 17 | 4 | 9  | 66 | 33 | +33 | 52  |                                                 |
| 5   | Caromet Caransebeș        | 30 | 14 | 7 | 9  | 53 | 31 | +22 | 49  |                                                 |
| 6   | Muncitorul Reșița         | 30 | 16 | 1 | 13 | 56 | 48 | +8  | 49  |                                                 |
| 7   | Oravița                   | 30 | 14 | 2 | 14 | 49 | 50 | −1  | 44  |                                                 |
| 8   | Minerul Anina             | 30 | 11 | 7 | 12 | 46 | 44 | +2  | 40  |                                                 |
| 9   | Dunărea Moldova Nouă      | 30 | 12 | 3 | 15 | 51 | 50 | +1  | 39  |                                                 |
| 10  | Hercules Băile Herculane  | 30 | 12 | 3 | 15 | 35 | 45 | −10 | 39  |                                                 |
| 11  | Poiana Rusca Teregova (R) | 30 | 12 | 2 | 16 | 37 | 58 | −21 | 38  | Relegation to Caraș-Severin County Championship |
| 12  | Foresta Zăvoi             | 30 | 11 | 3 | 16 | 53 | 82 | −29 | 36  |                                                 |
| 13  | Berzasca                  | 30 | 10 | 5 | 15 | 41 | 59 | −18 | 35  |                                                 |
| 14  | Nera Bozovici             | 30 | 10 | 3 | 17 | 40 | 52 | −12 | 33  |                                                 |
| 15  | Metalul Bocșa             | 30 | 9  | 4 | 17 | 44 | 64 | −20 | 31  |                                                 |
| 16  | Luceafărul Petnic (R)     | 30 | 1  | 2 | 27 | 13 | 95 | −82 | 5   | Relegation to Caraș-Severin County Championship |

1. ↑  Gloria Reșița deducted 2 points.
2. 1 2  Poiana Rusca Teregova and Luceafărul Petnic withdrew in the second part of the season and lost all remaining matches with 0–3.

### Covasna
| Loc | Echipa                      | MJ | V  | E | Î  | GM | GP  | DG  | Pct | Calificare sau retrogradare               |
| --- | --------------------------- | -- | -- | - | -- | -- | --- | --- | --- | ----------------------------------------- |
| 1   | Perkő Sânzieni (C, Q)       | 34 | 24 | 3 | 7  | 81 | 33  | +48 | 75  | Qualification to promotion play-off       |
| 2   | IAS Câmpul Frumos           | 34 | 23 | 2 | 9  | 84 | 36  | +48 | 71  |                                           |
| 3   | Stăruința Bodoc             | 34 | 22 | 3 | 9  | 87 | 40  | +47 | 69  |                                           |
| 4   | Victoria Ozun               | 34 | 21 | 2 | 11 | 86 | 61  | +25 | 65  |                                           |
| 5   | Ciucașul Întorsura Buzăului | 34 | 18 | 6 | 10 | 85 | 52  | +33 | 60  |                                           |
| 6   | Prima Brăduț                | 34 | 18 | 5 | 11 | 85 | 41  | +44 | 59  |                                           |
| 7   | Carpați Covasna             | 34 | 17 | 4 | 13 | 73 | 57  | +16 | 55  |                                           |
| 8   | Ojdula                      | 34 | 16 | 5 | 13 | 79 | 53  | +26 | 53  |                                           |
| 9   | Minerul Baraolt             | 34 | 16 | 4 | 14 | 69 | 59  | +10 | 52  |                                           |
| 10  | Micfalău                    | 34 | 16 | 2 | 16 | 87 | 84  | +3  | 50  |                                           |
| 11  | Progresul Sita Buzăului     | 34 | 16 | 2 | 16 | 80 | 92  | −12 | 50  |                                           |
| 12  | Avântul Catalina            | 34 | 14 | 3 | 17 | 62 | 81  | −19 | 45  |                                           |
| 13  | Avântul Ilieni              | 34 | 13 | 3 | 18 | 58 | 84  | −26 | 42  |                                           |
| 14  | Spartacus Hăghig            | 34 | 12 | 4 | 18 | 70 | 93  | −23 | 40  |                                           |
| 15  | Nemere Ghelința             | 34 | 11 | 4 | 19 | 58 | 89  | −31 | 37  |                                           |
| 16  | Moacșa                      | 34 | 10 | 6 | 18 | 56 | 84  | −28 | 36  |                                           |
| 17  | Bradul Zagon (R)            | 34 | 8  | 2 | 24 | 34 | 99  | −65 | 26  | Relegation to Covasna County Championship |
| 18  | Harghita Aita Mare (R)      | 34 | 2  | 2 | 30 | 23 | 112 | −89 | 8   | Relegation to Covasna County Championship |

### Dolj
Team changes from previous season.
| Promoted to Divizia C - Pan Group Armata Craiova | Relegated from Divizia C |

| Promoted from Dolj Elite Category - Vânătorul Desa (Series I winners) - Unirea Tricolor Dăbuleni (Series II winners) - AEC Ișalnița (Series III winners) - Victoria Călărași (Series II, play-off winners) | Relegated to Dolj Elite Category - Aripile Craiova |

| Other changes - MAT Craiova and PRO GPS Segarcea merged to form MAT Segarcea. - Autobuzul Craiova and Unirea Leamna merged to form Autobuzul Leamna. - Tractorul Bechet and Victoria Plenița was spared from relegation. - Tractorul Bechet was renamed as Portul Bechet. - AEC Ișalnița was renamed as Avântul Ișalnița. |

| Loc | Echipa                    | MJ | V  | E | Î  | GM | GP | DG  | Pct | Calificare sau retrogradare          |
| --- | ------------------------- | -- | -- | - | -- | -- | -- | --- | --- | ------------------------------------ |
| 1   | Chimia Craiova (C, Q)     | 28 | 21 | 6 | 1  | 92 | 12 | +80 | 69  | Qualification to promotion play-off  |
| 2   | Mârșani                   | 28 | 16 | 4 | 8  | 57 | 26 | +31 | 52  |                                      |
| 3   | Victoria Călărași         | 28 | 13 | 9 | 6  | 47 | 40 | +7  | 48  |                                      |
| 4   | Gaz Metan Pielești        | 28 | 13 | 8 | 7  | 54 | 29 | +25 | 47  |                                      |
| 5   | Avântul Ișalnița          | 28 | 12 | 8 | 8  | 41 | 28 | +13 | 44  |                                      |
| 6   | Recolta Ostroveni         | 28 | 13 | 4 | 11 | 57 | 39 | +18 | 43  |                                      |
| 7   | Autobuzul Leamna          | 28 | 11 | 7 | 10 | 49 | 36 | +13 | 40  |                                      |
| 8   | Portul Bechet             | 28 | 11 | 6 | 11 | 40 | 30 | +10 | 39  |                                      |
| 9   | CFR Marfă Craiova         | 28 | 10 | 8 | 10 | 43 | 31 | +12 | 38  |                                      |
| 10  | Unirea Tricolor Dăbuleni  | 28 | 11 | 4 | 13 | 47 | 57 | −10 | 37  |                                      |
| 11  | Victoria Plenița (O)      | 28 | 10 | 6 | 12 | 35 | 53 | −18 | 36  | Qualification to relegation play-out |
| 12  | Progresul Băilești (O)    | 28 | 9  | 5 | 14 | 41 | 61 | −20 | 32  | Qualification to relegation play-out |
| 13  | Vânătorul Desa (O)        | 28 | 10 | 2 | 16 | 32 | 74 | −42 | 32  | Qualification to relegation play-out |
| 14  | Aquaterm Filiași (R)      | 28 | 6  | 5 | 17 | 30 | 77 | −47 | 23  | Relegation to Dolj Elite Category    |
| 15  | Recolta Măceșu de Jos (R) | 28 | 1  | 4 | 23 | 16 | 88 | −72 | 7   | Relegation to Dolj Elite Category    |
| 16  | MAT Segarcea (D)          | 0  | 0  | 0 | 0  | 0  | 0  | 0   | 0   | Excluded                             |

1. ↑  Recolta Măceșu de Jos excluded after 23 rounds and lost all remaining matches with 0–3.
2. ↑  MAT Segarcea withdrew after 12 rounds and all its results were canceled.

Relegation play-out 
The 11th, 12th and 13th-placed teams of the Divizia D faces the 2nd placed teams from the three series of Dolj Elite Category. The matches were played on 9 June 2002, on neutral grounds, at Craiova, Segarcea and Băilești.
| Echipa 1           | Scor | Echipa 2         |
| ------------------ | ---- | ---------------- |
| SCCF Gioroc        | 2–6  | Vânătorul Desa   |
| Progresul Băilești | 2–0  | Recolta Urzicuța |
| Victoria Plenița   | 3–0  | Avântul Țuglui   |

### Galați
| Loc | Echipa                        | MJ | V  | E | Î  | GM | GP | DG  | Pct | Calificare sau retrogradare         |
| --- | ----------------------------- | -- | -- | - | -- | -- | -- | --- | --- | ----------------------------------- |
| 1   | Victoria TC Galați (C, Q)     | 28 | 24 | 3 | 1  | 88 | 18 | +70 | 75  | Qualification to promotion play-off |
| 2   | Metal Galați                  | 28 | 23 | 3 | 2  | 91 | 17 | +74 | 72  |                                     |
| 3   | Sporting Tecuci               | 28 | 18 | 3 | 7  | 62 | 33 | +29 | 57  |                                     |
| 4   | Sporting Șivița               | 28 | 15 | 5 | 8  | 63 | 31 | +32 | 50  |                                     |
| 5   | Hidraulic Galați              | 28 | 14 | 5 | 9  | 46 | 29 | +17 | 47  |                                     |
| 6   | Viitorul Costache Negri       | 28 | 13 | 4 | 11 | 74 | 51 | +23 | 43  |                                     |
| 7   | Bujorii Târgu Bujor           | 28 | 13 | 2 | 13 | 46 | 58 | −12 | 41  |                                     |
| 8   | Dunis Ivești                  | 28 | 11 | 5 | 12 | 51 | 51 | 0   | 38  |                                     |
| 9   | Viitorul Berești              | 28 | 11 | 3 | 14 | 44 | 65 | −21 | 36  |                                     |
| 10  | Metalosport Galați            | 28 | 9  | 3 | 16 | 47 | 65 | −18 | 30  |                                     |
| 11  | Muncitorul Ghidigeni          | 28 | 8  | 4 | 16 | 34 | 59 | −25 | 28  |                                     |
| 12  | Dueta Fântânele               | 28 | 8  | 3 | 17 | 42 | 71 | −29 | 27  |                                     |
| 13  | Voința Liești                 | 28 | 8  | 3 | 17 | 37 | 66 | −29 | 27  |                                     |
| 14  | Dunărea Galați II             | 28 | 6  | 3 | 19 | 33 | 75 | −42 | 21  |                                     |
| 15  | Inter 2000 Tudor Vladimirescu | 28 | 4  | 1 | 23 | 23 | 92 | −69 | 13  |                                     |
| 16  | Șantierul Naval Galați (D)    | 0  | 0  | 0 | 0  | 0  | 0  | 0   | 0   | Withdrew                            |

1. ↑  Șantierul Naval Galați withdrew in the first part of the season and all its results were canceled.

### Harghita
| Loc | Echipa                     | MJ | V  | E | Î  | GM | GP | DG  | Pct | Calificare sau retrogradare            |
| --- | -------------------------- | -- | -- | - | -- | -- | -- | --- | --- | -------------------------------------- |
| 1   | Complexul Gălăuțaș (Q)     | 18 | 16 | 1 | 1  | 89 | 11 | +78 | 49  | Qualification to championship play-off |
| 2   | Minerul Bălan (Q)          | 18 | 15 | 1 | 2  | 63 | 12 | +51 | 46  | Qualification to championship play-off |
| 3   | Șoimii Băile Tușnad (Q)    | 18 | 12 | 0 | 6  | 50 | 25 | +25 | 36  | Qualification to championship play-off |
| 4   | Unirea Cristuru Secuiesc   | 18 | 9  | 2 | 7  | 34 | 27 | +7  | 29  |                                        |
| 5   | Real Tulgheș               | 18 | 7  | 2 | 9  | 32 | 35 | −3  | 23  |                                        |
| 6   | Știința Sărmaș             | 18 | 4  | 6 | 8  | 32 | 47 | −15 | 18  |                                        |
| 7   | Harghita Odorheiu Secuiesc | 18 | 5  | 3 | 10 | 23 | 35 | −12 | 18  |                                        |
| 8   | Mureșul Toplița            | 18 | 4  | 3 | 11 | 28 | 48 | −20 | 15  |                                        |
| 9   | Ditroit Ditrău             | 18 | 4  | 2 | 12 | 21 | 73 | −52 | 12  |                                        |
| 10  | Mureșul Remetea            | 18 | 2  | 2 | 14 | 17 | 80 | −63 | 8   |                                        |

1. ↑  Detroit Ditrău deducted 2 points.

Championship play-off 
The teams carried all records from the regular season.
| Loc | Echipa               | MJ | V  | E | Î  | GM  | GP | DG  | Pct | Calificare                          |
| --- | -------------------- | -- | -- | - | -- | --- | -- | --- | --- | ----------------------------------- |
| 1   | Minerul Bălan (C, Q) | 22 | 19 | 1 | 2  | 74  | 14 | +60 | 58  | Qualification to promotion play-off |
| 2   | Complexul Gălăuțaș   | 22 | 18 | 1 | 3  | 102 | 18 | +84 | 55  |                                     |
| 3   | Șoimii Băile Tușnad  | 22 | 12 | 0 | 10 | 52  | 42 | +10 | 36  |                                     |

### Mureș
| Loc | Echipa                              | MJ | V  | E | Î  | GM | GP | DG  | Pct | Calificare sau retrogradare |
| --- | ----------------------------------- | -- | -- | - | -- | -- | -- | --- | --- | --------------------------- |
| 1   | Lacul Ursu Mobila Sovata (Q)        | 18 | 15 | 2 | 1  | 52 | 14 | +38 | 47  | Qualification to play-off   |
| 2   | Maviprod Reghin (Q)                 | 18 | 15 | 0 | 3  | 75 | 21 | +54 | 45  | Qualification to play-off   |
| 3   | Iernut (Q)                          | 18 | 10 | 4 | 4  | 40 | 22 | +18 | 34  | Qualification to play-off   |
| 4   | Mureșul Târgu Mureș (Q)             | 18 | 9  | 2 | 7  | 26 | 23 | +3  | 29  | Qualification to play-off   |
| 5   | Electromureș Târgu Mureș            | 18 | 7  | 2 | 9  | 32 | 37 | −5  | 23  |                             |
| 6   | Transilvania Sighișoara             | 18 | 7  | 1 | 10 | 37 | 38 | −1  | 22  |                             |
| 7   | Mureșul Romvelo Luduș               | 18 | 6  | 2 | 10 | 24 | 55 | −31 | 20  |                             |
| 8   | Târnava Mică Sângeorgiu de Pădure   | 18 | 5  | 2 | 11 | 20 | 35 | −15 | 17  |                             |
| 9   | Avântul Miheșu de Câmpie            | 18 | 4  | 2 | 12 | 26 | 45 | −19 | 14  |                             |
| 10  | Scorillo Sântana de Mureș           | 18 | 3  | 1 | 14 | 16 | 57 | −41 | 10  |                             |
| 11  | Top Electro Sângeorgiu de Mureș (D) | 0  | 0  | 0 | 0  | 0  | 0  | 0   | 0   | Withdrew                    |

1. ↑  Electromureș Târgu Mureș withdrew after 13 rounds and lost all remaining matches with 0–3.
2. ↑  Top Electro Sângeorgiu de Mureș withdrew after 5 rounds and all its results were canceled.

Championship play-off 
| Loc | Echipa                          | MJ | V | E | Î | GM | GP | DG  | Pct | Calificare                          |
| --- | ------------------------------- | -- | - | - | - | -- | -- | --- | --- | ----------------------------------- |
| 1   | Lacul Ursu Mobila Sovata (C, Q) | 12 | 7 | 3 | 2 | 22 | 14 | +8  | 24  | Qualification to promotion play-off |
| 2   | Maviprod Reghin                 | 12 | 7 | 1 | 4 | 30 | 17 | +13 | 22  |                                     |
| 3   | Mureșul Târgu Mureș             | 12 | 4 | 2 | 6 | 11 | 20 | −9  | 14  |                                     |
| 4   | Iernut                          | 12 | 2 | 2 | 8 | 18 | 30 | −12 | 8   |                                     |

### Neamț
| Loc | Echipa                                 | MJ | V  | E | Î  | GM | GP  | DG  | Pct | Calificare sau retrogradare         |
| --- | -------------------------------------- | -- | -- | - | -- | -- | --- | --- | --- | ----------------------------------- |
| 1   | Hidroconstrucția Poiana Teiului (C, Q) | 26 | 23 | 1 | 2  | 87 | 14  | +73 | 70  | Qualification to promotion play-off |
| 2   | Bradul Roznov                          | 26 | 19 | 3 | 4  | 97 | 26  | +71 | 60  |                                     |
| 3   | Spicul Tămășeni                        | 26 | 17 | 1 | 8  | 69 | 50  | +19 | 52  |                                     |
| 4   | Laminorul Roman II                     | 26 | 15 | 5 | 6  | 81 | 27  | +54 | 50  |                                     |
| 5   | Speranța Răucești                      | 26 | 15 | 4 | 7  | 68 | 56  | +12 | 49  |                                     |
| 6   | Viitorul Podoleni                      | 26 | 15 | 2 | 9  | 78 | 45  | +33 | 47  |                                     |
| 7   | Zimbrul Pâncești                       | 26 | 12 | 3 | 11 | 64 | 63  | +1  | 39  |                                     |
| 8   | Vulturul Zănești                       | 26 | 11 | 1 | 14 | 60 | 79  | −19 | 34  |                                     |
| 9   | Voința Rediu                           | 26 | 9  | 3 | 14 | 49 | 87  | −38 | 30  |                                     |
| 10  | Biruința Negrești                      | 26 | 8  | 1 | 17 | 33 | 77  | −44 | 25  |                                     |
| 11  | Ozer Golden Roman                      | 26 | 8  | 0 | 18 | 51 | 55  | −4  | 24  |                                     |
| 12  | Sirius Bodești                         | 26 | 7  | 2 | 17 | 43 | 78  | −35 | 23  |                                     |
| 13  | Săvinești                              | 26 | 7  | 1 | 18 | 41 | 76  | −35 | 22  |                                     |
| 14  | Lorisim Făurei                         | 26 | 1  | 1 | 24 | 26 | 116 | −90 | 4   |                                     |

1. 1 2  Ozer Golden Roman and Lorisim Făurei withdrew after 13 rounds and lost all remaining matches with 0–3.
2. ↑  Săvinești was excluded after 22 rounds and lost all the remaining matches with 0–3.[14]

### Sibiu
| Loc | Echipa                   | MJ | V  | E | Î  | GM  | GP  | DG   | Pct | Calificare sau retrogradare         |
| --- | ------------------------ | -- | -- | - | -- | --- | --- | ---- | --- | ----------------------------------- |
| 1   | Textila Cisnădie (C, Q)  | 32 | 27 | 1 | 4  | 105 | 30  | +75  | 82  | Qualification to promotion play-off |
| 2   | Universitatea Sopo Sibiu | 32 | 24 | 4 | 4  | 103 | 33  | +70  | 76  |                                     |
| 3   | Sparta Mediaș            | 32 | 23 | 4 | 5  | 107 | 23  | +84  | 73  |                                     |
| 4   | Gaz Metan Mediaș II      | 32 | 20 | 4 | 8  | 96  | 30  | +66  | 64  |                                     |
| 5   | Carpați Mecanica Mârșa   | 32 | 20 | 1 | 11 | 117 | 42  | +75  | 61  |                                     |
| 6   | Romipel Cordia Sibiu     | 32 | 18 | 4 | 10 | 80  | 77  | +3   | 58  |                                     |
| 7   | Romanofir Tălmaciu       | 32 | 18 | 4 | 10 | 94  | 55  | +39  | 58  |                                     |
| 8   | Agnitex Agnita           | 32 | 17 | 5 | 10 | 77  | 41  | +36  | 56  |                                     |
| 9   | Avântul Dârlos           | 32 | 14 | 2 | 16 | 48  | 62  | −14  | 44  |                                     |
| 10  | Sevișul Șelimbăr         | 32 | 12 | 3 | 17 | 90  | 92  | −2   | 39  |                                     |
| 11  | ASA Sibiu                | 32 | 10 | 4 | 18 | 57  | 66  | −9   | 34  |                                     |
| 12  | Progresul Terezian Sibiu | 32 | 9  | 5 | 18 | 48  | 85  | −37  | 32  |                                     |
| 13  | Flamura Roșie Cârța      | 32 | 9  | 4 | 19 | 60  | 143 | −83  | 31  |                                     |
| 14  | Sticla Avrig             | 32 | 8  | 4 | 20 | 52  | 98  | −46  | 28  |                                     |
| 15  | Progresul Dumbrăveni     | 32 | 8  | 3 | 21 | 59  | 120 | −61  | 27  |                                     |
| 16  | Romdor Sibiu             | 32 | 7  | 2 | 23 | 44  | 116 | −72  | 23  |                                     |
| 17  | Unirea Ocna Sibiului     | 32 | 0  | 2 | 30 | 21  | 142 | −121 | 2   |                                     |

### Timiș
| Loc | Echipa                           | MJ | V  | E | Î  | GM  | GP | DG  | Pct | Calificare sau retrogradare             |
| --- | -------------------------------- | -- | -- | - | -- | --- | -- | --- | --- | --------------------------------------- |
| 1   | CFR Timișoara (C, Q)             | 28 | 24 | 2 | 2  | 103 | 21 | +82 | 74  | Qualification to promotion play-off     |
| 2   | Comprest Lugoj                   | 28 | 23 | 3 | 2  | 83  | 18 | +65 | 72  |                                         |
| 3   | Sporting Tabac Textila Timișoara | 28 | 18 | 2 | 8  | 83  | 48 | +35 | 56  |                                         |
| 4   | Unirea Banloc                    | 28 | 14 | 4 | 10 | 45  | 35 | +10 | 46  |                                         |
| 5   | Calor Timișoara                  | 28 | 14 | 4 | 10 | 41  | 35 | +6  | 46  |                                         |
| 6   | Jimbolia                         | 28 | 12 | 8 | 8  | 59  | 21 | +38 | 44  |                                         |
| 7   | Unirea Peciu Nou                 | 28 | 13 | 4 | 11 | 50  | 46 | +4  | 43  |                                         |
| 8   | Voința 2000 Timișoara            | 28 | 13 | 2 | 13 | 29  | 50 | −21 | 41  |                                         |
| 9   | Telecom Șag                      | 28 | 12 | 1 | 15 | 43  | 54 | −11 | 37  |                                         |
| 10  | Unirea Sânnicolau Mare           | 28 | 9  | 7 | 12 | 63  | 65 | −2  | 34  |                                         |
| 11  | Bancom Comloșu Mare              | 28 | 9  | 3 | 16 | 37  | 76 | −39 | 30  |                                         |
| 12  | Furnirul Deta                    | 28 | 8  | 3 | 17 | 47  | 84 | −37 | 27  |                                         |
| 13  | Plavii Delia Sânpetru Mare       | 28 | 6  | 6 | 16 | 34  | 57 | −23 | 24  |                                         |
| 14  | Giarmata                         | 28 | 5  | 4 | 19 | 30  | 90 | −60 | 19  |                                         |
| 15  | CET Sud Timișoara (R)            | 28 | 3  | 1 | 24 | 19  | 84 | −65 | 10  | Relegation to Timiș County Championship |
| 16  | Celuloză și Oțel Șag (D)         | 0  | 0  | 0 | 0  | 0   | 0  | 0   | 0   | Withdrew                                |

1. ↑  Unirea Banloc replaced Progresul Bayern Gătaia during the winter break and took over all its results.[17]
2. ↑  Telecom Șag started the championship as Telecom Timișoara, but was moved and renamed before the start of the second part.[17]
3. ↑  Bancom Comloșu Mare replaced Vulturii Lugoj during the winter break and took over all its results.
4. ↑  Giarmata replaced Tormactim Tormac during the winter break and took over all its results.
5. ↑  CET Sud Timișoara started the championship as Termo Timișoara, but was renamed before the start of the second part.
6. ↑  Celuloză și Oțel Șag withdrew after 14 rounds and all its results were canceled.